# Fossil
|  | Aquest article tracta sobre la població estatunidenca. Vegeu-ne altres significats a «fòssil». |

Fossil és una població dels Estats Units i seu del comtat de Wheeler a l'estat d'Oregon. Segons el cens del 2000 tenia 469 habitants.

## Demografia
Segons el cens del 2000, Fossil tenia 469 habitants, 208 habitatges, i 128 famílies. La densitat de població era de 238,3 habitants/km².
Dels 208 habitatges en un 16,8% hi vivien nens de menys de 18 anys, en un 55,8% hi vivien parelles casades, en un 4,8% dones solteres, i en un 38% no eren unitats familiars. En el 33,2% dels habitatges hi vivien persones soles el 16,8% de les quals corresponia a persones de 65 anys o més que vivien soles. El nombre mitjà de persones vivint en cada habitatge era de 2,18 i el nombre mitjà de persones que vivien en cada família era de 2,73.
Per edats la població es repartia de la següent manera: un 18,1% tenia menys de 18 anys, un 4,7% entre 18 i 24, un 17,1% entre 25 i 44, un 32,8% de 45 a 60 i un 27,3% 65 anys o més.
L'edat mediana era de 52 anys. Per cada 100 dones de 18 o més anys hi havia 91 homes.
La renda mediana per habitatge era de 30.250$ i la renda mediana per família de 37.125$. Els homes tenien una renda mediana de 29.688$ mentre que les dones 20.893$. La renda per capita de la població era de 16.236$. Aproximadament el 12% de les famílies i el 12% de la població estaven per davall del llindar de pobresa.

## Poblacions més properes
El següent diagrama mostra les poblacions més properes.